# Karolina Glazer

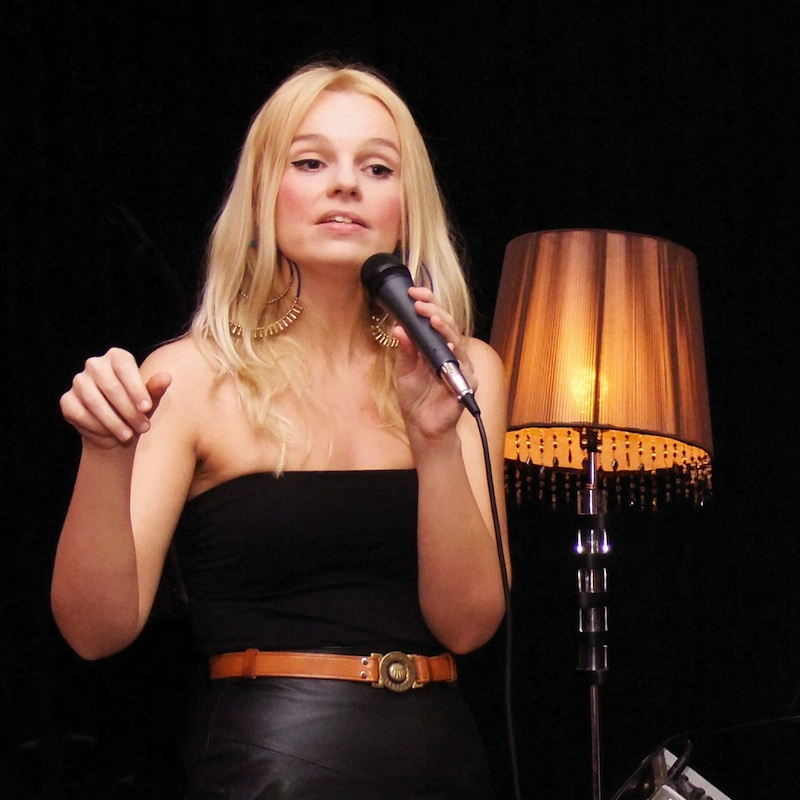
Karolina Glazer (2013)

Karolina Glazer (* 10. Juni 1982 in Gliwice) ist eine polnische Sängerin und Komponistin zwischen Jazz und Weltmusik.

## Leben
Glazer begann als Kind Gitarre zu spielen und zu singen. Ihre Karriere als Sängerin begann im Jahre 2003, als sie den Wettbewerb des Internationalen Jazz-Treff in Zamosc gewann. 2007 nahm sie als Repräsentantin Polens an dem internationalen Jazzgesangswettbewerb Lady Summertime in Finnland teil. Mit der französischen Nu-Jazz-Band No Jazz entstand ein Remix ihres Stückes Prayer. Nach der Veröffentlichung ihres Debüt-Albums 2009 tourte sie mit ihrer Band in Mitteleuropa und trat auf internationalen Festivals wie den Dresdner Jazztagen, den Ingolstädter Jazztagen, Women in Jazz (Halle) oder dem Schleswig-Holstein Musik Festival auf. Auch ging sie 2010 mit der Kapela Ze Wisi Warszawa auf Konzertreise. An ihrem zweiten Album Crossings Project waren auch Klaus Doldinger, Joo Kraus, Mike Stern, John Taylor und Lars Danielsson beteiligt.
Mit einem Stimmumfang von vier Oktaven wurde sie in der amerikanischen Zeitschrift Singer Universe (Juli 2007) als eine von fünf mit den größten Möglichkeiten ausgestatteten Sängerinnen weltweit bewertet. Glazer hat ein breites Repertoire und „mischt arabische Melodien mit Latino-Rhythmen und Jazz-Sounds mit Drum’n'Bass.“

## Diskografische Hinweise
- Crossings Project (EMI, 2013)
- Normal (Jaro Medien, 2009)
- Karolina Glazer & Maciej Tubis Trio: Day by Day (2008)
- Robert Czech: Sounds Smugglers (2008)
- Various Artists: The Best of Polish Smooth Jazz vol 2 (2005)